# كارلوس فرانكو
كارلوس فرانكو (بالإسبانية: Carlos Franco)‏ هو لاعب غولف باراغواياني، ولد في 24 مايو 1965 في أسونسيون في باراغواي.

## وصلات خارجية
- كارلوس فرانكو على موقع رابطة لاعبي الغولف المحترفين (الإنجليزية)
- كارلوس فرانكو على موقع رابطة اليابان للاعبي الغولف المحترفين (الإنجليزية)
- كارلوس فرانكو على موقع التصنيف العالمي الرسمي للغولف (الإنجليزية)